# プロトオス
プロトオス（古希: Πρόθοος, Prothoos, ラテン語: Prothous）は、ギリシア神話の人物。
- アルカディア王リュカーオーンの子[1]。
- アグリオスの子[2]。
- テントレードーンの子（以下に説明）。
- ペーネロペーの求婚者の1人[3]。

プロトオス（Πρόθοος, Prothoos）は、ギリシア神話の人物である。マグネーシアの王テントレードーンの子で、トロイア戦争におけるギリシア軍の武将の1人であり、マグネーシアの軍勢40隻を率いて参加した。ヘレネーの求婚者の1人。戦後、プロトオスは帰国のときナウプリオスの松明によってカペーレウス沖で難破し、溺死した。プロトオスの部下たちは漂着したクレーテー島に移住した。